# Le Fils de l'autre (film, 2012)
Pour les articles homonymes, voir Le Fils de l'autre.
Pour plus de détails, voir Fiche technique et Distribution.
Le Fils de l’autre est un film dramatique français coécrit et réalisé par Lorraine Lévy et sorti le 4 avril 2012.

## Synopsis
Pendant un épisode du conflit israélo-palestinien, une Franco-Israélienne et une Palestinienne accouchent dans une maternité de Haïfa de deux garçons, Joseph et Yacine. 18 ans plus tard, à l’occasion d’un examen sanguin, on découvre que les deux garçons ont été échangés dans la confusion générée par les bombardements.

## Fiche technique
- Titre original : Le Fils de l'autre
- Titre français : Le Fils de l'autre
- Réalisation : Lorraine Lévy
- Scénario : Lorraine Lévy, Nathalie Saugeon et Noam Fitoussi, d'après un sujet de Noam Fitoussi
- Direction artistique : Miguel Markin
- Photographie : Emmanuel Soyer
- Son : Jean-Paul Bernard
- Montage : Sylvie Gadmer
- Musique : Dhafer Youssef
- Production : Eric Amoyal, Virginie Lacombe et Raphael Berdugo
- Sociétés de production : Cité Films, France 3 Cinéma, Madeleine Films, Rapsodie Productions et Solo Films
- Distribution :  Haut et Court
- Pays d’origine :  France
- Langue : français/anglais
- Budget : 2,67 millions d'euros[1]
- Format : couleur - 35 mm - 2.35:1 - son Dolby SRD
- Genre : drame
- Durée : 110 minutes
- Date de sortie :
  - France : 4 avril 2012
- Mention CNC : tous publics (visa no 125448 délivré le 7 février 2012)
- Box-office : 251 239 entrées. Il fait partie des dix films français les plus rentable de 2012[1].

## Distribution
- Emmanuelle Devos : Orith Silberg
- Jules Sitruk : Joseph Silberg
- Pascal Elbé : Alon Silberg
- Bruno Podalydès : David
- Ezra Dagan : Le Rabbin
- Mehdi Dehbi : Yacine Al Bezaaz
- Khalifa Natour : Saïd Al Bezaaz
- Areen Omari : Leïla Al Bezaaz
- Mahmoud Shalaby : Bilal Al Bezaaz, frère de Yacine (crédité comme Mahmood Shalabi)
- Tamar Shem Or : Yona
- Diana Zriek : Amina, petite sœur de Yacine et Bilal
- Loai Nofi : Jamil, un ami de Bilal

## Accueil

### Box-office
- France : 251 239 entrées[2]

## Distinctions
- 2012 : Prix Cinéma 2012 de la Fondation Diane & Lucien Barrière[3].
- 2012 : « Tokyo Sakura Grand prix » et « Prix du meilleur réalisateur » au Festival international du film de Tokyo (TIFF)[4].